# Minotaur: The Labyrinths of Crete
Pour les articles homonymes, voir Minotaur (jeu vidéo).
Minotaur: The Labyrinths of Crete est un jeu vidéo de rôle et d'aventure sur Macintosh par Bungie sorti en 1992; produit par Jason Jones et Alex Seropian.

## Système de jeu
Le jeu se distingue des autres jeux de son époque en incluant un mode multijoueur fonctionnant sur le protocole AppleTalk ou le Point-to-Point Protocol. Un mode d'exploration solo était également disponible, mais ce mode n'avait pas d'objectif final et était utile pour découvrir comment les différents objets trouvés dans le labyrinthe fonctionnaient.

## Accueil
Computer Gaming World a évalué favorablement Minotaur tout en critiquant le fait qu'il n'utilise pas la souris et le manque d'option solo, et a conclu qu'"un groupe d'adversaires dévoués [qui] apprécient la réflexion rapide et les stratégies ad-lib trouveront un plaisir durable à ce jeu". Le jeu a été revu en 1992 dans Dragon #188 par Hartley, Patricia et Kirk Lesser dans la colonne "The Role of Computers". Les critiques ont attribué au jeu 4 étoiles sur 5.

## Voir également
- Pathways into Darkness, à l'origine une suite de ce jeu[2]